# ピエトラペルツィーア
ピエトラペルツィーア（イタリア語: Pietraperzia, シチリア語: Petrapirzìa）は、イタリア共和国シチリア州エンナ県にある、人口約6,800人の基礎自治体（コムーネ）である。

## 地理

### 位置・広がり

#### 隣接コムーネ
隣接するコムーネは以下の通り。括弧内のCLはカルタニッセッタ県所属を示す。
- バッラフランカ
- カルタニッセッタ (CL)
- エンナ
- マッツァリーノ (CL)
- ピアッツァ・アルメリーナ
- リエージ (CL)